# Ridderorden in Guyana
In 1966 werd Guyana, een Britse kolonie, onafhankelijk.
De voormalige Britse kolonie bleef nog vier jaar lang in een  personele unie met het Verenigd Koninkrijk verbonden. Zoals ook in andere landen waarvan Elizabeth II van het Verenigd Koninkrijk staatshoofd is maakt men ook in het koninkrijk Guyana gebruik van Britse onderscheidingen en ridderorden.
- De Orde van Sint-Michaël en Sint-George
- De Orde van het Britse Rijk
- De aan de Orde van het Britse Rijk verbonden Medaille van het Britse Rijk (British Empire Medal)

Op 23 februari 1970 werd Guyana een republiek. Het land stichtte eigen ridderorden.
- De Orde van Voortreffelijkheid (Engels: "Order of Excellence") 1970
- De Orde van Roraima van Guyana (1976)
- De Orde van Verdienste van de Kroon van Gacique (Engels: "Order of Service, Gacique's Crown of Honour")
- De Orde van Verdienste van de Kroon van Gacique voor Dapperheid (Engels: "Order of Service, Gacique's Crown of Valour")